# (32939) 1995 UN2
1995 UN2 (asteroide 32939) é um asteroide da cintura principal. Possui uma excentricidade de 0.20438340 e uma inclinação de 2.20830º.
Este asteroide foi descoberto no dia 24 de outubro de 1995 por Klet em Kleť.